# Longframlington
Longframlington är en ort och civil parish i Storbritannien.   Den ligger i grevskapet och kommunen Northumberland i riksdelen England, i den centrala delen av landet, 400 km norr om huvudstaden London. Longframlington ligger 155 meter över havet och antalet invånare är 1 032.
Terrängen runt Longframlington är huvudsakligen platt, men västerut är den kuperad. Runt Longframlington är det ganska tätbefolkat, med 78 invånare per kvadratkilometer. Närmaste större samhälle är Alnwick, 13,4 km norr om Longframlington. Trakten runt Longframlington består i huvudsak av gräsmarker.